# Франческо Гаспарини
Франческо Гаспарини (на италиански: Francesco Gasparini) е италиански бароков композитор и педагог. Изгражда репутацията си върху композиции на оперна и вокална църковна музика. Кантатите му са композирани виртуозно, но остава в историята главно с оперите си, които стават модел за подражание на следващото поколение композитори и оказват особено влияние върху творчеството на Хендел. Има няколко теоретични труда, най-важен от които е ръководството „L'armonico pratico“, създадено през 1708 г. То претърпява много преиздания и става задължително четиво за учениците до началото на 19 век. Написва над 60 опери и поредица от кантати, оратории и църковна музика.

## Произход и младежки години
Франческо Гаспарини е роден на 19 март 1661 г. в село Камайоре, близо до град Лука. Той е второто от петте деца на Никола и Елизабет Белфиоре. Семейството му принадлежи към средната класа. Има 4 братя и сестри - Мария (1659), Анджела (1664), Пол Лорънс (също музикант, р. 1668) и Сита Силеа (1671). За детските му години е известно много малко, но се счита, че е прекарал първите години от младостта си в родната си Тоскана. Предполага се, че след 1680 г. учи при Арканджело Корели и Бернардо Паскини. От средата на 1680-те години започва да публикува своите опери и кантати, които са добре приети от публиката и критиката. През 1682 г. той вече е органист в църквата „Мадона деи Монти“ в Рим, където композира някои от ораториите си. На 27 юни 1684 г. е приет в „Accademia Filarmonica“ на Болоня като певец, а на 17 май 1685 г. и като композитор. На 28 ноември 1685 г. се жени за Мария Роза Борини от Рим.

## 1686-1694
През 1686 година той и брат му живеят във Венеция и учат при Джовани Легренци. На 6 декември същата година прави своя дебют като композитор с първата си опера „Olimpia vendicata“ в Ливорно. На следващата година заедно с брат си вече работят в Рим, където Франческо става цигулар и композитор в Академията при двореца на кардинал Бенедето Памфили. През 1689 година става и член на конгрегацията на църквата „Санта Чечилия“ в Рим. По този повод пише тригласен мадригал, оригиналът на който е запазен, заедно с подписа на композитора. Там се сприятелява с Алесандро Скарлати. Когато по-късно, през 1705 година, Гаспарини се мести във Венеция, Скарлати изпраща сина си Доменико да учи при него. През следващите две години се утвърждава като оперен композитор за театрите „Capranica“ и „Тeatro della Pace“ в Рим. Първата си опера в града представя през 1694 година.

## Венеция
През 1700 г. се ражда дъщеря му Розалия, а през 1701 г. семейството се премества във Венеция, където Франческо става директор и диригент в музикалното училище „Ospedale della Pietà“ с годишна заплата от 200 дуката. Първата му композиция на този пост е ораторията „Триумф на милостта“ и продължава да пише по една всяка година. Изявява се като автор на мелодраматични опери, почти всички представени във венецианския театър „Сан Касяно“. През този период негови ученици, извоювали по-късно слава и известност като композитори са Доменико Скарлати, Бенедето Марчело, Джовани Бенедето Плати и Йохан Йоаким Кванц. Въпреки блестящите му качества на композитор, основните доходи получава от преподавателската си дейност.
В продължение на 5-6 години успява да превърне училището в една от най-добрите консерватории в Италия. В нея работят композиторите Джовани Легренци, Карло Полароло и Антонио Лоти. Гаспарини наема и Антонио Вивалди като преподавател по цигулка, където младият композитор изгражда по-голямата част от кариерата си. По това време Гаспарини вече е плодовит композитор, който създава по 3-4 опери годишно. Общият им брой е над 60. Най-известната му опера е „Ambleto“ (или „Amleto“), чието либрето представлява вариация върху историята за Хамлет. До 1713 година вече е написал 24 опери, главно за театър „Сан Касяно“.

## Рим
През 1707 г. заминава за Рим, за да се яви на конкурс за поста на капелмайстор в базиликата „Санта Мария Маджоре“, но на мястото е назначен Антонио Скарлати. През 1713 г. напуска Венеция и консерваторията за 6-месечен отпуск, но не се връща, а се оттегля в имението си в Чита ди Кастело. През 1716 г. отново се завръща в Рим, като по пътя спира в някои италиански градове, за да организира представянето на свои опери - в Милано, Реджо нел'Емилия и Флоренция. Пристига във Вечния град и става композитор, капелмайстор и диригент към църквата на маркиз Франческо Мария Русполи, принц Черветери, наследявайки поста от Антонио Калдара. В периода 1716-1718 г. работи там, след което е нает от римската княжеска фамилия Боргезе. През 1719 г. дъщеря му Розалия се сгодява за поета Пиетро Метастазио, но бракът не се състои поради отказ на момичето. Между 1719 и 1724 г. работи за няколко знатни римски фамилии, а композициите му са представени в различни италиански градове, най-често в Рим и Торино. От 1720 г. трудоспособността му, както и броят на създаваните от него опери постепенно започват да намаляват. От 1725 г. до смъртта си работи като капелмайстор в папската базилика „Сан Джовани ин Латерано“ в Рим.
Умира на 22 март 1727 г., а Маркантонио Боргезе поема разходите по погребението му. Погребан е в църквата Сан Лоренцо в Лучина.

## Творчество
Франческо Гаспарини се смята за един от най-добрите композитори на своето време. Музиката му разкрива впечатляващите му умения и качества като композитор, особено при кантатите, високо ценени от английския музикален историк д-р Чарлз Бърни. Също с такова умение са написани и църковните произведения, в които често използва сложни композиционни техники. Начинът на писането му е типичен за периода, с изключение на последната му работа, в която се наблюдават мелодични и ритмични характеристики, типични за произведения от по-късно време.
Написва много опери, оратории, интермецо, 12 камерни кантати за соло глас, 12 двугласни мадригала, 11 от които са за сопран и контраалт. През 1685 г. композира мадригал за 5 гласа. Написва 33 кантати, между които „La vittoria del Tempo“ (Рим, 1696), „Genus humanum a Virginis partu reparatum“ (Венеция, 1706), „Da recitarsi nel Palazzo apostolico la notte del Natale“ (текст Д. Булгарели - Рим, 1710), Кантата за Светата Коледа (Г. Де Мартини, 1711), следваща Кантата за Светата Коледа (А. Балдани, 1716). Създава 10 меси, 8 антифона (рефрен в католическото богослужение, изпълняван преди или след псалм), мотетът „O quam soavis“, концерт за струнни инструменти във фа мажор, симфонията „String“ в ла мажор, шест триа за две цигулки и бас, няколко сонати за клавесин или орган. Някои от тези композиции се пазят в музикалния архив на базиликата „San Giovanni in Laterano“ в Рим, а три меси - в Саксонската държавна библиотека в Дрезден.

### Оратории[4]
- 1689 г. – Iudith de Olopherne triumphans – Б. Памфили, Рим
- 1692 г. – Atalia
- 1695 г. – Giacobbe in Egitto – Флоренция
- 1695 г. – Il viceré d'Egitto
- 1696 г. – La costanza nell'amor divino или La S. Rosalia
- 1698 г. - I trionfi della carità - Неапол
- 1699 г. – L'amante in cielo – Рим
- 1701 г. – Triumphus misericordiae – Б. Сандринели, Рим
- 1702 г. – Prima culpa per redemptionem deleta
- 1703 г. – Iubilum prophetarum ab Incarnatione divini Verbi – Б. Сандринели
- 1703 г. – Mosé liberato dal Nilo – Виена
- 1704 г. – Aeterna sapientia incarnata – Венеция
- 1705 г. – Pudor Virginis vindicatus
- 1708 г. – Dominica Nativitatis praeludium
- 1708 г. – L'onestà combattuta di Sara = Sara in Egitto – съвместно с Цезарини, Франческо Манчини, Алесандро Скарлати, Доменико Дзиполи, Франческо Мария Верачини, Антонио Калдара – Флоренция
- 1711 г. – Maria Magdalena videns Christum resuscitatum – Венеция
- 1716 г. – Dal trionfo le perdite o Jefte che sagrifica la sua figlia – съвместно с 10 композитора – Флоренция
- 1720 г. – I due sposi felici Sara e Tobia
- 1722 г. - Il figlio prodigo - Чита ди Кастело
- 1722 г. – La penitenza gloriosa nella conversione di s. Maria Egiziaca – Анкона
- 1724 г. – La nascita di Cristo – Лука
- 1724 г. – Le nozze di Tobia
- 1725 г. – La Santissima Annunziata – Рим

### Интермецо[4]
- 1708 г. – Parpagnacco – П. Париати, Венеция
- 1709 г. – Zamberlucco
- 1717 г. – In derisione della setta maomettana – Г. Джили, Рим
- 1718 г. – Intermedi – с Г. Бонончини, Дрезден
- 1720 г. – L'avaro – Венеция
- 1721 г. – Zamberlucco e Palandrana – Ферара
- 1725 г. – Lisetta e Astrobolo – Венеция
- 1731 г. – L'astrologo

## Опери[4]
| Заглавие                                             | премиера (година) | Вид                | Либрето                         | Място на премиерата                                                             | Други данни |
| ---------------------------------------------------- | ----------------- | ------------------ | ------------------------------- | ------------------------------------------------------------------------------- | --- |
| Olimpia vendicata                                    | 6 декември 1686   | муз. драма         |                                 | Ливорно                                                                         | |
| Roderico                                             | 20.12.1686        | муз. драма         | Г.Б. Ботиляно                   | Ливорно                                                                         | Преработена, премиера 25 януари 1694 Рим, „Teatro della Pace“ |
| Bellerofonte                                         | 1690              | муз. драма         | Г.М. Конти                      | Рим, Collegio Clementino                                                        | |
| Amor vince lo sdegno overo L'Olimpia placata         | 09.02.1692        | муз. драма         | Аурелио Аурели                  | Рим, Teatro Capranica                                                           | |
| La costanza nell'Amor Divino                         | 1696              | муз. драма         | Отобони                         | Рим, Cancelleria                                                                | |
| Totila in Roma                                       | 1696              | муз. драма         | Матео Норис                     | Палермо, Санта Чечилия                                                          | |
| Aiace                                                | ноември 1697      | муз. драма         | Пиетро Д'Аверара                | Неапол, Театър „Сан Бартоломео“                                                 | |
| Gerone tiranno di Siracusa                           | 1700              | муз. драма         | Аурелио Аурели                  | Генуа, Театър Фалконе                                                           | |
| Tiberio imperatore d'Oriente                         | 1702              | муз. драма         | Г.Д. Палавичини                 | Венеция, театър „Сан Анджело“                                                   | През 1709 г. на карнавала във Венеция е представена със заглавието „Le vicende d'amore e di fortuna“                                                                                        |
| Gli imenei stabiliti dal caso                        | 1703              | муз. драма         | Франческо Силвани               | Венеция, театър „Сан Касяно“                                                    | |
| Il miglior d'ogni amore per il peggiore d'ogni odio  | 7 ноември 1703    | муз. драма         | Франческо Силвани               | Венеция, театър „Сан Касяно“                                                    | |
| Il più fedel fra i vassalli                          | карнавала 1703    | муз. драма         | Франческо Силвани               | Венеция, театър „Сан Касяно“                                                    | На 12 декември 1711 г. представена в Лондон под заглавието „Antioco“ |
| La fede tradita e vendicata                          | 5 януари 1704     |                    | Франческо Силвани               | Венеция, театър „Сан Касяно“                                                    | Преработена с Джузепе Виньола - август 1712, Болоня; преработена с арии от Орландини, Г. Бонончини, и Ф. Манчини - 26 февруари 1713, Лондон; преработена за карнавала в Торино през 1719 г. |
| La maschera levata al vizio                          | 4 ноември 1704    | муз. драма         | Франческо Силвани               | Венеция, театър „Сан Касяно“                                                    | |
| La Fredegonda                                        | 26 декември 1704  | муз. драма         | Франческо Силвани               | Венеция, театър „Сан Касяно“                                                    | |
| Il principato custodito dalla frode                  | 2 февруари 1705   | муз. драма         | Франческо Силвани               | Венеция, театър „Сан Касяно“                                                    | |
| Alarico, o L'ingratitudine castigata                 | 1705              | муз. драма         | Франческо Силвани               | Палермо, „Санта Чечилия“                                                        | Написана в сътрудничество с Томазо Албинони и други |
| Ambleto = Amleto                                     | карнавала 1705    | муз. драма         | Апостоло Дзено и Пиетро Париати | Венеция, театър „Сан Касяно“                                                    | Преработена от Джузепе Виньола – 4 ноември 1711, Неапол, театър „Сан Бартоломео“; преработена – 22 февруари 1712, Лондон                                                                    |
| Antioco                                              | ноември 1705      | муз. драма         | Апостоло Дзено и Пиетро Париати | Венеция, театър „Сан Касяно“                                                    | |
| Statira                                              | карнавала 1705    | муз. драма         | Апостоло Дзено и Пиетро Париати | Венеция, театър „Сан Касяно“                                                    | Преработена от Джузепе Виньола като „Le regine di Macedonia“ – 1708, Неапол, театър „Сан Бартоломео“                                                                                        |
| Taican re della Cina                                 | 4 януари 1707     | трагедия           | У. Ризи                         | Венеция, театър „Сан Касяно“                                                    | |
| Anfitrione                                           | 13 ноември 1707   | трагикомедия       | Пиетро Париати                  | Венеция, театър „Сан Касяно“                                                    | |
| L'amor generoso                                      | 1 декември 1707   | муз. драма         | Апостоло Дзено                  | Венеция, театър „Сан Касяно“                                                    | Преработена от от Г. де Боти – 30 декември 1708, Неапол, „Сан Джовани деи Фиорентини“; преработена от San Lapis за карнавала през 1730, Венеция, театър „Сан Касяно“                        |
| Flavio Anicio Olibrio                                | карнавала 1707    | муз. драма         | Апостоло Дзено и Пиетро Париати | Венеция, театър „Сан Касяно“                                                    | Преработена за карнавала през 1722, Милано, театър „Regio Ducal“ със заглавие „Ricimero“(?)                                                                                                 |
| Engelberta                                           | карнавала 1708    | муз. драма         | Апостоло Дзено и Пиетро Париати | Венеция, театър „Сан Касяно“                                                    | Първо и трето действия са написани съвместно с Албинони. Преработена с интермецото „La capricciosa e il credulo“                                                                            |
| Alciade, ovvero L'eroico amore = La violenza d'amore | 1709              | трагикомедия       |                                 | Бергамо                                                                         | Второ действие написано съвместно с Карло Полароло, трето - с Франческо Балароти |
| Atenaide                                             | 1709              | муз. драма         | Апостоло Дзено                  | Милано, театър „Regio Ducal“                                                    | Съвместно с Карло Полароло, Андреа Стефано Фиоре и Антонио Калдара |
| La principessa fedele                                | 10 ноември 1709   | муз. драма         | Агостин Пьовене                 | Венеция, театър „Сан Касяно“                                                    | Преработена с интермецото „Zamberlucco“; преработена като „Cunegonda“(?) – карнавала през 1718, Мантуа, театър „Arciducale“                                                                 |
| La ninfa Apollo                                      | 1709              | пасторална комедия | Франческо де Лемене             | Венеция, театър „Сан Касяно“                                                    | Съвместно с Антонио Лоти |
| Sesostri re d'Egitto                                 | карнавала 1709    | муз. драма         | Пиетро Париати                  | Венеция, театър „Сан Касяно“                                                    | Преработена с интермецото „Il nuovo mondo and Tulpiano“ |
| Le vicende d'amor e di fortuna                       | 1709              |                    |                                 |                                                                                 | |
| L'amor tirannico                                     | есента 1710       | муз. драма         | Доменико Лали                   | Венеция, театър „Сан Касяно“                                                    | |
| Tamerlano                                            | 24 януари 1711    | трагедия           | Агостин Пьовене                 | Венеция, театър „Сан Касяно“                                                    | Преработена като „Bajazet“ – 1719, Реджо нел'Емилия; втора преработка като „Bajazet“ – 1723, Венеция, театър „Сан Касяно“                                                                   |
| Costantino                                           | 8 ноември 1711    | муз. драма         | Пиетро Париати                  | Венеция, театър „Сан Касяно“                                                    | |
| Metrope                                              | карнавала 1711    | муз. драма         | Апостоло Дзено                  | Венеция, театър „Сан Касяно“                                                    | |
| Eraclio                                              | 1712              | муз. драма         | П.А. Бернардони                 | Рим, Cancelleria                                                                | Трето действие написано съвместно с Полароло |
| Il commando non inteso ed ubbidito                   | карнавала 1713    | муз. драма         | Г. Мороне, Г.Б. Дзино           | Генуа или Милано                                                                | Преработена като „Zoe, ovvero Il commando non inteso ed ubbidito“ за карнавала в Рим през 1721 г.                                                                                           |
| Ernelinda                                            | 1713              |                    |                                 | Лондон                                                                          | |
| La verità nell'inganno                               | карнавала 1713    | муз. драма         | Франческо Силвани               | Венеция, театър „Сан Касяно“                                                    | |
| L'amore politico e generoso della regina Ermengarda  | пролет 1713       | муз. драма         |                                 | Мантуа                                                                          | Заедно с Джовани Мария Капели |
| Lucio Papirio                                        | карнавала 1714    | муз. драма         | Антонио Салви                   | Рим, театър „Capranica“                                                         | С ново заглавие и интермецо Barilotto e Serpina |
| Eumene = L'alfier fanfarone                          | 1714              | муз. драма         | Апостоло Дзено                  | Реджо нел'Емилия, театър „Pubblico“                                             | Преработена – 1 октомври 1715, Неапол; преработена с интермецо „Mirena and L'alfier fanfarone“                                                                                              |
| Amor vince l'odio, ovvero Timocrate                  | 11 февруари 1715  | муз. драма         | Антонио Салви                   | Флоренция, Teatro del Cocomero                                                  | |
| Il tartaro nella Cina                                | 1715              | муз. драма         | Антонио Салви                   | Реджо нел'Емилия, театър „Pubblico“                                             | |
| Nerone fatto Cesare                                  | 1715              |                    | М. Норис                        | Венеция                                                                         | Някои арии са написани от Антонио Вивалди и Г. Петри |
| Ciro                                                 | карнавала 1716    | муз. драма         | Матео Норис                     | Рим, театър „Capranica“                                                         | |
| Vincislao                                            | карнавала 1716    | муз. драма         | Апостоло Дзено                  | Рим, театър „Capranica“                                                         | |
| Teodosio ed Eudossia                                 | 1716              |                    | В. Гримани                      | Волфенбютел                                                                     | Съвместно с A. Калдара и J. Fux |
| Il gran Cid                                          | карнавала 1717    | муз. драма         | Н. Серино                       | Неапол, „Сан Бартоломео“                                                        | |
| Pirro                                                | карнавала 1717    | муз. драма         | Апостоло Дзено                  | Рим, театър „Capranica“                                                         | |
| Il trace in catena                                   | карнавала 1717    | муз. драма         | Антонио Салви                   | Рим, театър „Capranica“                                                         | Написана с двама негови ученици |
| Democrito                                            | карнавала 1718    | муз. драма         |                                 | Торино, театър „Carignano“                                                      | |
| Astianatte                                           | карнавала 1719    | муз. драма         | Антонио Салви                   | Рим, театър „Алиберт“                                                           | Преработена за карнавала през 1722 – Милано, театър „Regio Ducal“ |
| Lucio Vero                                           | карнавала 1719    | муз. драма         | Апостоло Дзено                  | Рим, театър „Алиберт“                                                           | |
| Tigrane re d'Armenia                                 | 1719              | муз. драма         |                                 | Хамбург                                                                         | Съвместно с Ф.Б. Конти, Орландини и Антонио Вивалди |
| Amore e maestà                                       | карнавала 1720    | муз. драма         | Антонио Салви                   | Рим, театър „Алиберт“                                                           | |
| Faramondo                                            | карнавала 1720    | муз. драма         | Апостоло Дзено                  | Рим, театър „Алиберт“                                                           | |
| La pace fra Seleuco e Tolomeo                        | карнавала 1720    | муз. драма         | Адриано Морсели                 | Милано, театър „Regio Ducal“                                                    | Либретото е преработено от А. Трабуко |
| Nino                                                 | 1720              | муз. драма         | И. Дзанели                      | Реджо нел'Емилия, театър --Молли (беседа) 10:52, 25 януари 2013 (UTC)„Pubblico“ | Първо действие написано съвместно с Капели, второ – самостоятелно, трето – с А.М. Бонончини                                                                                                 |
| Dorinda                                              | карнавала 1723    |                    | Б. Марчело (?)                  | Рим                                                                             | |
| Silvia                                               | карнавала 1723    | пасторална драма   | Е. Басари                       | Фолиньо                                                                         | |
| Gli equivoci d'amore e d'innocenza                   | есен 1723         | муз. драма         | Антонио Салва                   | Венеция, „San Giovanni Grisostomo“                                              | |
| Tigrena                                              | 2 януари 1724     |                    |                                 | Рим, „Palazzo De Mello de Castro“                                               | |
| La fede in cimento                                   | 1730              |                    | Апостоло Дзено                  | Венеция                                                                         | Съвместно с С. Лапис |